# تزرزابلسهوفر فورست
بَلْدَة تزرزَابلسهُوفِر فُورِست (بالأَلمانِيَّة: Gemeindefreies Zerzabelshofer Forst) هي بَلدَة أَلمانِيَّة حُرَّة في مِنطَقَة نُورنٍبِيْرِغر لَانْد التَّابِعة لِمُحافظة فرانْكُونيَا الوُسْطَى في وِلاَية باڤارِيا في جُمهُوريَّة أَلمَانيَا الاِتّحاديّة بمِساحة تُقَدَّر بحَوالَي 7 كم².

## مَراجع
1. ↑   https://www.destatis.de/DE/Themen/Laender-Regionen/Regionales/Gemeindeverzeichnis/Administrativ/Archiv/GVAuszugQ/AuszugGV2QAktuell.html;jsessionid=021FAC20D4A031F2419D02DD20F29D20.internet8732,. {{استشهاد ويب}}: |url= بحاجة لعنوان (مساعدة) والوسيط |title= غير موجود أو فارغ (من ويكي بيانات) (مساعدة)
2. ↑   https://www.destatis.de/DE/Themen/Laender-Regionen/Regionales/Gemeindeverzeichnis/Administrativ/Archiv/GVAuszugQ/AuszugGV1QAktuell.xlsx?__blob=publicationFile. {{استشهاد ويب}}: |url= بحاجة لعنوان (مساعدة) والوسيط |title= غير موجود أو فارغ (من ويكي بيانات) (مساعدة)
3. ↑  "معلومات عن تزرزابلسهوفر فورست على موقع openstreetmap.org". openstreetmap.org. مؤرشف من الأصل في 2019-12-14.